# کارلانووو
کارلانووو (به بلغاری: Karlanovo) یک منطقهٔ مسکونی در بلغارستان است که در ساندانسکی واقع شده‌است.